# چشمه شیرین (نی‌ریز)
چشمه شیرین (نی‌ریز)، روستایی از توابع بخش قطرویه شهرستان نی‌ریز در استان فارس ایران است.

## جمعیت
این روستا در دهستان قطرویه قرار دارد و بر اساس سرشماری مرکز آمار ایران در سال ۱۳۸۵، جمعیت آن ۷۰ نفر (۱۸ خانوار) بوده‌است.